# Lee Hyung-taik
Dans ce nom coréen, le nom de famille, Lee, précède le nom personnel.
Pour les articles homonymes, voir Lee.
Lee Hyung-taik, né le 3 janvier 1976 à Hoingsung, est un joueur de tennis sud-coréen.

## Carrière
Il est surtout adepte des surfaces rapides. Il a été le meilleur joueur de tennis sud-coréen du début à la fin de sa carrière.
Il atteint les huitièmes de finale à l'US Open à deux reprises, meilleure performance d'un joueur de son pays en tournoi du Grand Chelem avant le parcours de Chung Hyeon lors de l'Open d'Australie 2018.
Il compte 3 autres victoires sur des membres du top 10 mondial : David Ferrer, no 5 (7-65, 65-7, 7-63), Tommy Robredo, no 8 (7-63, 4-6, 6-1) et Ivan Ljubičić no 3 (6-3, 7-63).

### 2000:8ede finale à l'US Open
À l'US Open, il crée la surprise pour son premier tournoi majeur. Issu des qualifications, il élimine Jeff Tarango (6-3 3-6 7-5 6-2). Après ce match marathon, il élimine la 13e tête de série Franco Squillari (7-6 7-6 6-2). Puis, il élimine Rainer Schüttler (6-2 3-6 6-4 6-4). Il se fera éliminé sur un score en trois sets serrés (6-7 2-6 4-6) par le futur finaliste Pete Sampras.
Plus tard, en novembre, il se rend à Brighton où il arrive en demie de finale. Tim Henman l'éliminera en deux sets.

### 2001: Première finale ATP
En avril, il se rend à Atlanta. Il élimine Antony Dupuis mais surtout l'ex lauréat des internationaux de France (et triple finaliste de tournois majeurs) Michael Chang (6-4 7-6). Il se fait sortir du tournoi au tour suivant.
Toujours en avril, à Houston, il arrive en tant que 8e tête de série. Il élimine Andrei Stoliarov, Magnus Larsson, Andrew Ilie, et Michal Tabara. Il sera éliminé en finale par Andy Roddick.

### 2002: Quelques résultats
À Sydney, il arrive jusqu'en quarts de finale. Il sort Carlos Moyà du tournoi dès le premier tour (7-6 7-6), puis plus facilement Karol Kučera (6-1 6-2). Mais, son parcours s'arrête au tour suivant face à Andy Roddick (7-6 3-6 5-7). Il réitère son parcours à Londres lors du tournoi du Queen's en juin.

### 2003: Titre en simple et en double
Il a remporté un tournoi sur le circuit ATP en 2003 à Sydney, où il est entré en tant que qualifié en battant Andy Roddick no 10 mondial (7-65, 7-5) au second tour, il bénéficie ensuite du forfait de Marat Safin et affronte en finale pour la seconde fois de sa carrière Juan Carlos Ferrero no 4 mondial. Il avait perdu trois ans auparavant lors des Jeux olympiques alors qu'il avait eu deux balles de match (65-7, 7-66, 7-5). Cette fois-ci, il remporte la rencontre en sauvant une balle de match (4-6, 7-66, 7-64). Ferrero et Roddick atteindront tous les deux la première place mondiale cette année 2003.
À San José, il obtient son titre en double aux côtés de Vladimir Voltchkov. Ils éliminent entre autres la paire américaine composée de spécialistes du double Bob et Mike Bryan au premier tour. C'est face à deux autres américains qu'ils s'imposent en trois sets Paul Goldstein et Robert Kendrick.
En mars, il arrive à Delray Beach où il atteint les quarts de finale. Puis, en septembre à Tokyo où il sera éliminé aussi en quarts de finale par Paradorn Srichaphan.

### 2004 - 2009: Quelques résultats
En 2004 à Doha, il arrive en quarts de finale. Puis il réitère son parcours à San José. Il améliore son parcours au Queen's, où il arrive en demi-finale. Il arrive en quart également à Pékin où il élimine entre autres le futur espoir français et tombeur de Carlos Moyá, Jo-Wilfried Tsonga.
Il doit attendre 2006 et Delray Beach pour de nouveau avoir de bons résultats. Il sera éliminé de nouveau en quarts de finale. Puis, à Pékin, il arrive en demie finale; éliminant Ivan Ljubičić sur son passage. À Tokyo aussi, il arrive en demi-finale. Il élimine Dmitri Toursounov en huitième de finale (6-4 2-6 6-4). Il enchaine ensuite en sortantTommy Robredo en quarts de finale (7-6 4-6 6-1). Il sera sorti sur un score en deux sets (6-4 7-6) par Tim Henman.
Il doit attendre février et San Jose pour obtenir son premier bon résultat de l'année. Il est éliminé en quarts de finale.
Il améliore son parcours à Los Angeles. Il y élimine Kevin Kim (6-3 6-2), puis il profite du forfait de Wesley Moodie. Il crée la surprise ensuite en éliminant l'ex numéro un mondial et lauréat de tournoi majeur Marat Safin (4-6 7-5 6-4). James Blake l'élimine au tour suivant. Il obtient aussi de bons résultats à Indianapolis, à Washington et à Pékin.
2007 est marqué aussi par un second huitième de finale lors de l'US Open. Il élimine Dominik Hrbatý en cinq sets, puis Guillermo Cañas 14e tête de série. Ensuite, il élimine le Britannique Andy Murray (6-3 6-3 2-6 7-5).
L'année suivante, il obtient de bons résultats à Munich, ce qui sera son meilleur résultat durant les deux dernières années de sa carrière. En 2009, il met un terme à sa carrière.

## Palmarès

### Titre en simple (1)
| No | Date       | Nom et lieu du tournoi       | Catégorie   | Surface    | Finaliste           | Score           |          |
| -- | ---------- | ---------------------------- | ----------- | ---------- | ------------------- | --------------- | -------- |
| 1  | 12/01/2003 | Adidas International, Sydney | Int' Series | Dur (ext.) | Juan Carlos Ferrero | 4-6, 7-66, 7-64 | Parcours |

### Finale en simple (1)
| No | Date       | Nom et lieu du tournoi                       | Catégorie   | Surface      | Vainqueur    | Score    |          |
| -- | ---------- | -------------------------------------------- | ----------- | ------------ | ------------ | -------- | -------- |
| 1  | 30/01/2001 | U.S. Men's Clay Court Championships, Houston | Int' Series | Terre (ext.) | Andy Roddick | 7-5, 6-3 | Parcours |

### Titre en double (1)
| No | Date       | Nom et lieu du tournoi | Catégorie   | Surface    | Partenaire         | Finalistes                     | Score         |          |
| -- | ---------- | ---------------------- | ----------- | ---------- | ------------------ | ------------------------------ | ------------- | -------- |
| 1  | 10/02/2003 | Siebel Open San José   | Int' Series | Dur (ext.) | Vladimir Voltchkov | Paul Goldstein Robert Kendrick | 7-5, 4-6, 6-3 | Parcours |

### Finale en double
Aucune

## Résultats dans les tournois du Grand Chelem

### En simple
| Année | Open d'Australie | Open d'Australie | Internationaux de France | Internationaux de France | Wimbledon       | Wimbledon     | US Open         | US Open      |
| ----- | ---------------- | ---------------- | ------------------------ | ------------------------ | --------------- | ------------- | --------------- | ------------ |
| 2000  | —                | —                | —                        | —                        | —               | —             | 1/8 de finale   | P. Sampras   |
| 2001  | 1er tour (1/64)  | N. Lapentti      | —                        | —                        | 1er tour (1/64) | D. Prinosil   | 1er tour (1/64) | N. Escudé    |
| 2002  | —                | —                | 1er tour (1/64)          | J. Knippschild           | 2e tour (1/32)  | G. Rusedski   | 1er tour (1/64) | M. Fish      |
| 2003  | 2e tour (1/32)   | A. Agassi        | 1er tour (1/64)          | F. Mantilla              | 1er tour (1/64) | R. Federer    | 2e tour (1/32)  | L. Hewitt    |
| 2004  | 1er tour (1/64)  | N. Escudé        | 3e tour (1/16)           | F. López                 | —               | —             | 3e tour (1/16)  | A. Pavel     |
| 2005  | 1er tour (1/64)  | K. Kim           | 3e tour (1/16)           | D. Ferrer                | 2e tour (1/32)  | J. C. Ferrero | 1er tour (1/64) | M. Ančić     |
| 2006  | 1er tour (1/64)  | F. Mayer         | —                        | —                        | 2e tour (1/32)  | L. Hewitt     | 2e tour (1/32)  | T. Robredo   |
| 2007  | 1er tour (1/64)  | T. Berdych       | 1er tour (1/64)          | D. Nalbandian            | 3e tour (1/16)  | T. Berdych    | 1/8 de finale   | N. Davydenko |
| 2008  | 2e tour (1/32)   | F. González      | 2e tour (1/32)           | W. Odesnik               | 1er tour (1/64) | P. Petzschner | 1er tour (1/64) | A. Seppi     |

N.B. : à droite du résultat se trouve le nom de l'ultime adversaire.

### En double
| Année | Open d'Australie                                                                  | Open d'Australie                                                                  | Internationaux de France                                                           | Internationaux de France                                                        | Wimbledon | Wimbledon | US Open | US Open |
| ----- | --------------------------------------------------------------------------------- | --------------------------------------------------------------------------------- | ---------------------------------------------------------------------------------- | ------------------------------------------------------------------------------- | --------- | --------- | ------- | ------- |
| 2003  | 1er tour (1/32) L. Burgsmüller \|\| style="text-align:left;" \| M. Damm C. Suk    | 2e tour (1/16) V. Voltchkov \|\| style="text-align:left;" \| M. Knowles D. Nestor | 1er tour (1/32) V. Voltchkov \|\| style="text-align:left;" \| O. Fukárek P. Luxa   | 2e tour (1/16) A. Dupuis \|\| style="text-align:left;" \| M. Bhupathi M. Mirnyi |           |           |         |         |
| 2004  | 1er tour (1/32) P. Amritraj \|\| style="text-align:left;" \| W. Ferreira R. Leach | —                                                                                 | —                                                                                  | —                                                                               | —         | —         | —       |         |
| 2005  | 2e tour (1/16) J. Nieminen \|\| style="text-align:left;" \| J. Erlich A. Ram      | 3e tour (1/8) K. Kim \|\| style="text-align:left;" \| F. González N. Massú        | 1er tour (1/32) K. Kim \|\| style="text-align:left;" \| J. Auckland D. Kiernan     | —                                                                               | —         |           |         |         |
| 2007  | 1er tour (1/32) K. Kim \|\| style="text-align:left;" \| N. Healey R. Smeets       | 2e tour (1/16) C. Haggard \|\| style="text-align:left;" \| A. Pavel A. Waske      | 1er tour (1/32) J. Tipsarević \|\| style="text-align:left;" \| F. Čermák L. Friedl | 2e tour (1/16) T. Parrott \|\| style="text-align:left;" \| P. Hanley K. Ullyett |           |           |         |         |
| 2008  | 2e tour (1/16) F. Serra \|\| style="text-align:left;" \| C. Kas R. Wassen         | 2e tour (1/16) D. Hrbatý \|\| style="text-align:left;" \| J. Erlich A. Ram        | —                                                                                  | —                                                                               | —         | —         |         |         |

N.B. : le nom du ou de la partenaire se trouve sous le résultat ; le nom des ultimes adversaires se trouve à droite.

## Parcours dans lesMasters 1000
| Année | Indian Wells              | Miami                    | Monte-Carlo              | Rome                | Hambourg            | Canada               | Cincinnati           | Stuttgart puis Madrid | Paris |
| ----- | ------------------------- | ------------------------ | ------------------------ | ------------------- | ------------------- | -------------------- | -------------------- | --------------------- | ----- |
| 2001  | —                         | 1er tour J. Björkman     | —                        | —                   | —                   | 1er tour A. Roddick  | 2e tour T. Henman    | —                     | —     |
| 2002  | —                         | —                        | —                        | —                   | —                   | 2e tour P. Sampras   | 2e tour J. Nieminen  | —                     | —     |
| 2003  | 1er tour R. Ginepri       | 1/8 de finale P. Sampras | 2e tour S. Schalken      | —                   | 1er tour A. Calleri | 1er tour T. Robredo  | 1er tour S. Schalken | —                     | —     |
| 2004  | 1er tour M. Youzhny       | 1er tour F. Squillari    | —                        | —                   | —                   | 1er tour T. Robredo  | —                    | —                     | —     |
| 2005  | 1er tour P. Goldstein     | 3e tour G. Monfils       | 1er tour M. Safin        | —                   | —                   | —                    | —                    | —                     | —     |
| 2006  | —                         | —                        | —                        | —                   | —                   | 2e tour R. Nadal     | 2e tour R. Nadal     | —                     | —     |
| 2007  | 1er tour P. Kohlschreiber | 1er tour M. Vassallo     | 1/8 de finale R. Federer | —                   | —                   | 1er tour S. Wawrinka | —                    | —                     | —     |
| 2008  | 1/8 de finale S. Wawrinka | 1er tour D. Sela         | 1er tour J. Mónaco       | 1er tour I. Andreev | —                   | —                    | —                    | —                     | —     |

N.B. : sous le résultat se trouve le nom de l’ultime adversaire.